# Xylacis echthroides
Xylacis echthroides är en stekelart som först beskrevs av Porter 1967.  Xylacis echthroides ingår i släktet Xylacis och familjen brokparasitsteklar. Inga underarter finns listade i Catalogue of Life.